# Irakische Botschaft in Berlin

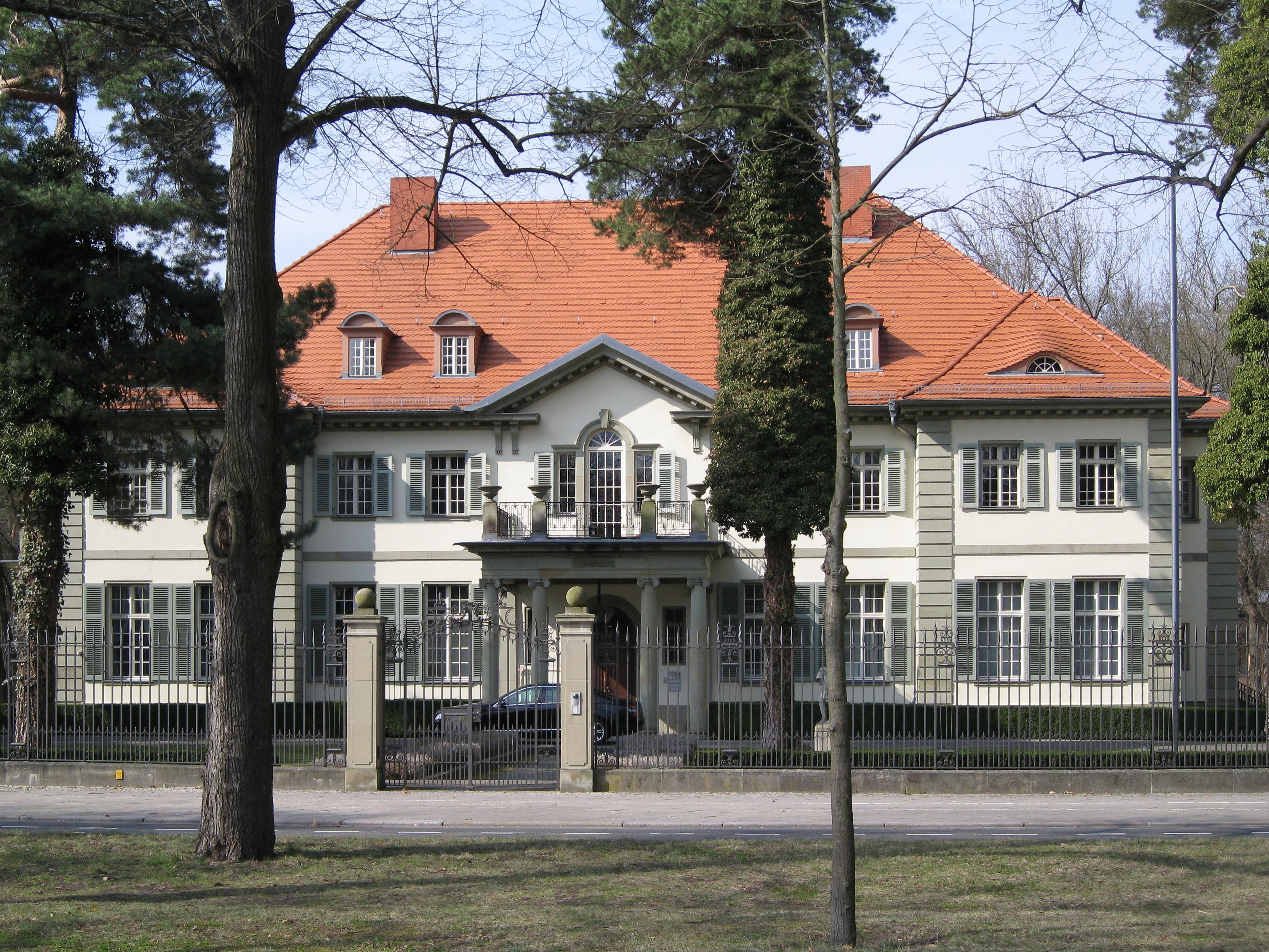
Irakische Botschaft in Berlin-Dahlem

Die irakische Botschaft in Berlin ist die offizielle diplomatische Vertretung der Republik Irak in der Bundesrepublik Deutschland. Sie besteht mit Unterbrechungen seit 1935, nach dem Zweiten Weltkrieg seit 1953 und hat seit 2002 ihren Sitz in der deutschen Hauptstadt Berlin in der Pacelliallee im Ortsteil Dahlem.

## Geschichte

### 1935 bis 1939
Die erste diplomatische Vertretung Iraks in Deutschland hatte ihren Sitz in der Zeit des Nationalsozialismus in Berlin, sie beendete ihre Tätigkeit in Deutschland mit dem Beginn des Zweiten Weltkriegs im Jahr 1939. Die irakische Gesandtschaft nutzte Räumlichkeiten der Wohnvilla des Fabrikbesitzers und Juristen Julius Seligsohn-Netter in der Fasanenstraße 3 in Berlin-Charlottenburg. Danach, als Familie Seligssohn-Netter nach Großbritannien emigriert war, wurde das Haus Eigentum der Versorgungskasse deutscher Industrieunternehmer, die in den Räumen die Berliner Geschäftsstelle der Deutschen Werke Kiel unterhielt, der Wohnbereich erhielt neue Privatmieter.

### In der Bundesrepublik
Am 19. September 1953 nahmen der Irak und die Bundesrepublik Deutschland diplomatische Beziehungen auf. Die diplomatische Vertretung des Irak konnte im Jahr 1953 in einem Hotel in der damaligen Bundeshauptstadt Bonn einziehen. Die irakischen Diplomaten nutzten in den folgenden Jahrzehnten nacheinander mehrere Immobilien in Bonn für ihre Arbeit und zwar bis zum Juli 2002. Die Zusammenarbeit mit den offiziellen deutschen Stellen war zeitweilig sehr kompliziert, weil Kriege, verhängte Embargos und andere Maßnahmen Instabilitäten im Irak verursacht hatten.
Seit dem Beschluss zum Umzug der deutschen Regierung in die Hauptstadt Berlin haben sich auch die irakischen Vertreter nach einem neuen Botschaftssitz umgesehen und wurden in der Pacelliallee fündig. So konnten schließlich 8 Diplomaten nach Berlin umziehen.
Seit dem Jahr 2015 dient das zuletzt in Bonn genutzte Haus als Außenstelle der Berliner Botschaft.

### In der DDR
Die Republik Irak unterhielt seit dem 10. Mai 1969 auch mit der DDR diplomatische Beziehungen. Die Botschaft befand sich im damaligen Stadtbezirk Pankow (Tschaikowskistraße 51) und wurde mit dem Umzug der irakischen Botschaft von Bonn nach Berlin im Jahr 2002 stillgelegt, der Irak besitzt jedoch weiterhin ein Nutzungsrecht. Eine klare Regelung, was mit der Immobilie geschehen soll, gibt es jedoch nicht (Stand: 2023).

## Gebäude
Das Botschaftsensemble in Berlin-Dahlem besteht aus einem breit gelagerten Haupthaus und einem rechtwinklig dazu an die Straße gestellten fast quadratischen Wirtschaftsgebäude. Zum Eingangsportikus führt ein Fahrweg durch zwei seitliche Tore, außerdem verläuft ein Fußweg an zwei Sandsteinskulpturen – Personifizierungen von Fleiß und Wissen – vorbei auf das Haupthaus zu. Hinter dem Gebäude befinden sich Parkplätze für Angestellte und Gäste der Botschaft.
Das im neoklassizistischen Stil gestaltete Gebäudeensemble lehnt sich an die Architektur des beginnenden 19. Jahrhunderts an und ist seit den 2010er Jahren denkmalgeschützt.
Das Hauptgebäude ist ein achsensymmetrischer zweigeschossiger Baukörper mit Walmdach, gesprengtem Mittelgiebel, Seitenrisaliten und einem Portikus mit Balkon. Die Villa wurde im Auftrag des Fabrikanten Richard Semmel 1925/1926 nach Plänen und unter Leitung des Architekten Adolf Wollenberg errichtet.

## Aufgaben der Botschaft (Auswahl)
- Regelung von Pass- und Verwaltungsangelegenheiten für Iraki in Deutschland,
- Erteilung von Touristenvisa,
- Aktivierung der deutsch-irakischen Beziehungen auf den Gebieten Politik, Wirtschaft, Handel, Industrie, Wissenschaft, Bildung und Kultur, Sport,
- Öffentlichkeitsarbeit in Deutschland.

Die Botschaft in Berlin fungiert zugleich als Konsulat. Zusätzlich gibt es in Frankfurt am Main ein Generalkonsulat (Westendstraße).
In der Alten Jakobstraße 88 in Berlin-Kreuzberg befand sich eine Zeitlang die Kulturabteilung der irakischen Botschaft.

## Botschafter
- 2016–2021: Dhia Hadi Mahmoud Al-Dabbas
- seit 2021: Lukman Abdulraheem A. Al-Faily[7]